# Panicum crateriferum
Panicum crateriferum är en gräsart som beskrevs av Sohns. Panicum crateriferum ingår i släktet vipphirser, och familjen gräs. Inga underarter finns listade i Catalogue of Life.